# Райхиннек, Хайди
Хайди Райхиннек (нем. Heidi Reichinnek; род. 19 апреля 1988, Мерзебург, Галле) — немецкий политический деятель. Председатель (вместе с Зёреном Пельманом) парламентской группы Левой партии в бундестаге с 2024 года. Член бундестага от Нижней Саксонии с 2021 года.

## Биография
Родилась 19 апреля 1988 года в Мерзебурге.
С 2007 по 2011 год изучала ближневосточные исследования и политологию в Галле-Виттенбергском университете, получила степень бакалавра искусств (B.A.). С 2011 по 2013 год изучала политику и экономику Ближнего и Среднего Востока в Марбургском университете, получила степень магистра искусств (M.A.).
В 2013—2015 годах работала научным сотрудником Центра исследований Ближнего и Среднего Востока (Centrum für Nah- und Mittelost-Studien, CNMS) в Марбурге.
Во время миграционного кризиса, в 2016–2017 годах — специалист по языку и культуре в информационном центре для несовершеннолетних иностранцев без сопровождения. С 2017 по 2019 год — координатор модельного проекта по демократизации и предотвращению радикализации. С 2019 по 2020 год — координатор проекта Projekt zur Gemeinwesenarbeit. С 2021 года — социальный педагог евангелической службы по делам молодёжи, находится в отпуске на период мандата в бундестаге.

## Политическая карьера

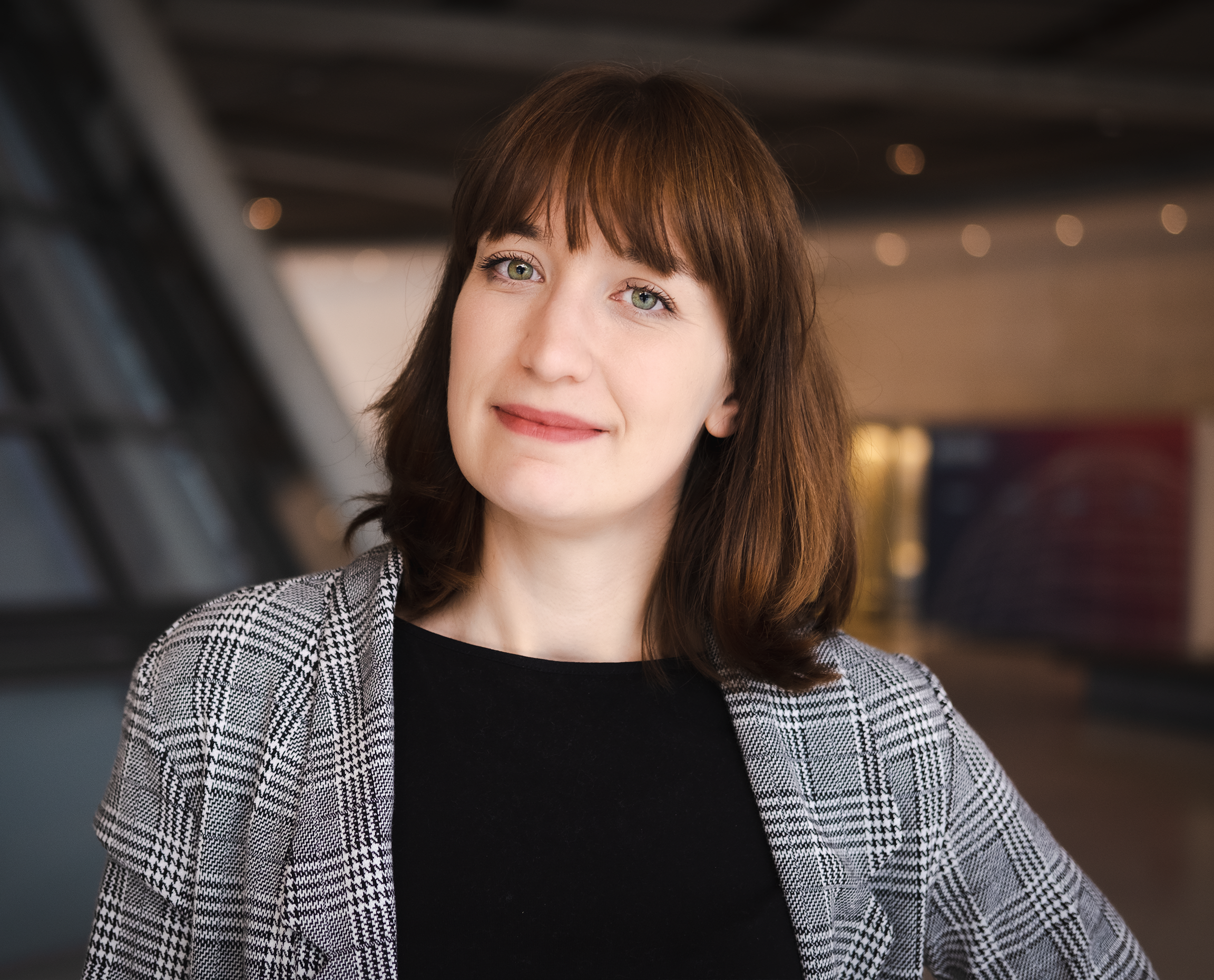
Хайди Райхиннек в 2021 году

С 2016 по 2021 год — депутат от Левой партии в городском совете Оснабрюка. 
По результатам выборов 15 октября 2017 года избрана от молодёжной организации Левой партии в ландтаг Нижней Саксонии. В 2019 году избрана председателем группы Левой партии в ландтаге Нижней Саксонии.
На парламентских выборах 2021 года была 3-й в списке Левой партии в Нижней Саксонии. По результатам выборов избрана в избирательном округе Оснабрюк депутатом бундестага. 
20 февраля 2024 года возглавила парламентскую группу Левой партии (вместе с Зёреном Пельманом) в бундестаге, сменила Дитмара Барча. Вместе с Яном ван Акеном возглавила список Левой партии на выборах 2025 года и была переизбрана. В ходе предвыборной кампании привлекла в партию много новых членов. Левая партия получила 64 места и 8,77 % голосов избирателей. За Левую партию проголосовали 25 % избирателей из возрастной группы 18—25 лет и 15 % из возрастной группы 25—34 года. Факторами успеха стали активность кандидатов Левой партии в соцсетях, а также выступление Райхиннек на голосовании в бундестаге 29 января против резолюции о борьбе с нелегальной миграцией, выдвинутой блоком ХДС/ХСС и поддержанной «Альтернативой для Германии» и Свободной демократической партией.

## Личная жизнь
Не замужем.